# Вампирище в училище
„Вампирище в училище“ (на английски: Liar, Liar, Vampire) е американско-канадска семейна комедия от 2015 г., който е излъчен премиерно на 12 октомври 2015 г. по Nickelodeon. Режисьор е Винс Марсело, сценарият е на Ейдриън Вина, и във филма участват Рахарт Адамс, Брек Бесинджър и Тиера Скоубай.

## Актьорски състав
- Рахарт Адамс – Дейвис Пел
- Брек Бесинджър – Ви
- Тиера Скоубай – Кейтлин Крисп
- Лариса Албъркърки – Бетани
- Сара Грей – Не-Кейтлин
- Дрю Танър – Сингър
- Полийн Егън – Бевърли Пел
- Алекс Захара – Барон Вон Оусъм
- Самюъл Патрик Чу – Аштън
- Оливия Райън Стърн – Рита
- Тай Ууд – Бон
- Тина Георгиева – Австралийска ученичка
- Уил Ериксън – Рейзън
- Харисън Макдоналд – Стюарт
- Къртис Албрайт – Джели

## В България
В България филмът е излъчен по локалната версия на „Никелодеон“ с нахсинхронен дублаж на български език, записан в студио „Александра Аудио“ през 2016 г.
По-късно е качен в стрийминг платформата SkyShowtime.
| Роля             | Изпълнител               |
| ---------------- | ------------------------ |
| Дейвис           | Анислав Лазаров          |
| Рейзън           | Анатолий Божинов         |
| Бон              | Анатолий Божинов         |
| Аштън            | Анатолий Божинов         |
| Бетани           | Боряна Йорданова         |
| Ви               | Светлана Смолева         |
| Бевърли Пел      | Ася Рачева               |
| Училищен педагог | Татяна Захова            |
| Кейтлин Крисп    | Августина-Калина Петкова |
| Рита             | Ива Стоянова             |
| Учител по физика | Христо Топузов           |
| Стюарт           | Асен Кукушев             |
| Барон Вон Оусъм  | Кирил Бояджиев           |